# Лаклід (округ, Міссурі)
Шаблон:StateAbbr_ 37°40′ пн. ш. 92°35′ зх. д. / 37.66° пн. ш. 92.59° зх. д.
Округ  Лаклід (англ. Laclede County) — округ (графство) у штаті Міссурі, США. Ідентифікатор округу 29105.

## Історія
Округ утворений 1849 року.

## Демографія
За даними перепису 
2000 року 
загальне населення округу становило 32513 осіб, зокрема міського населення було 11628, а сільського — 20885.
Серед мешканців округу чоловіків було 15955, а жінок — 16558. В окрузі було 12760 домогосподарств, 9190 родин, які мешкали в 14320 будинках.
Середній розмір родини становив 2,97.
Віковий розподіл населення поданий у таблиці:
| Стать    | До 15 років | 15-21 | 22-29 | 30-39 | 40-49 | 50-65 | 65-85 | Понад 85 |
| -------- | ----------- | ----- | ----- | ----- | ----- | ----- | ----- | -------- |
| Чоловіки | 3680        | 1625  | 1493  | 2338  | 2319  | 2537  | 1798  | 165      |
| Жінки    | 3426        | 1588  | 1512  | 2336  | 2326  | 2737  | 2273  | 360      |

## Суміжні округи
- Кемден — північ
- Пуласкі — північний схід
- Техас — південний схід
- Райт — південь
- Вебстер — південний захід
- Даллас — захід

## Виноски
1. ↑  U.S. Decennial Census. United States Census Bureau. Архів оригіналу за 4 квітня 2018. Процитовано 16 листопада 2014.
2. ↑  Historical Census Browser. University of Virginia Library. Архів оригіналу за 11 серпня 2012. Процитовано 16 листопада 2014.
3. ↑  Population of Counties by Decennial Census: 1900 to 1990. United States Census Bureau. Архів оригіналу за 3 грудня 2014. Процитовано 16 листопада 2014.
4. ↑  Census 2000 PHC-T-4. Ranking Tables for Counties: 1990 and 2000 (PDF). United States Census Bureau. Архів оригіналу (PDF) за 18 грудня 2014. Процитовано 16 листопада 2014.
5. ↑  State & County QuickFacts. United States Census Bureau. Архів оригіналу за 7 червня 2011. Процитовано 10 вересня 2013.(англ.) Наведено за англійською вікіпедією.
6. ↑  American FactFinder. Бюро перепису населення США. Архів оригіналу за 20 березня 2010. Процитовано 31 січня 2008.

| США | Це незавершена стаття з географії США. Ви можете допомогти проєкту, виправивши або дописавши її. |